# Mro Ajaho
Mro Ajaho ist ein Fluss auf Anjouan, einer Insel der Komoren in der Straße von Mosambik.

## Geographie
Der Fluss entspringt im Gebiet von Ouzini im Zentrum von Anjouan auf ca. 800 m Höhe in einem Ausläufer des Trindrini. Er verläuft generell nach Osten bzw. Südosten. Beim Eintritt in die Küstenebene wendet er sich noch stärker nach Süden, von Domoni weg und verläuft am nördlichen Ortsrand von Mbouéladoungou zur Küste der Straße von Mosambik.